# Heilig Kreuz (Kühlenthal)

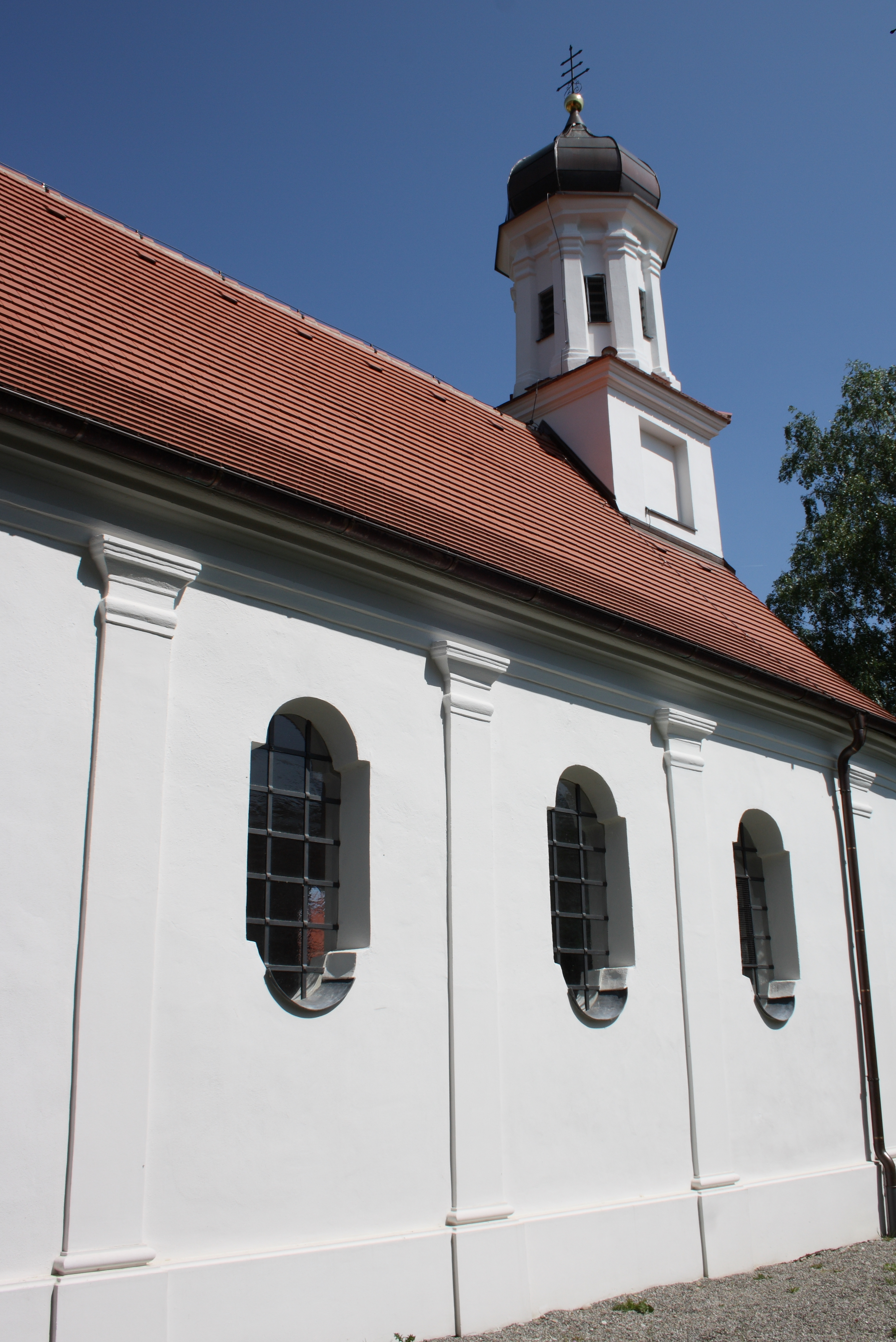
Heilig Kreuz in Kühlenthal

Die römisch-katholische Kapelle Heilig Kreuz steht in Kühlenthal, einer Gemeinde im schwäbischen Landkreis Augsburg von Bayern. Das Bauwerk ist in der Liste der Baudenkmäler in Kühlenthal als Baudenkmal unter der Nr. D-7-72-166-1 eingetragen.

## Beschreibung
Der 1687 von Tobias Kugler gebaute Rotunde wurde 1737 durch Balthasar Suiter zur Saalkirche umgestaltet. Sie besteht aus einem im Osten halbrund geschlossenen Langhaus, dessen Wände mit Pilastern gegliedert sind. Aus seinem Dach erhebt sich ein quadratischer Dachreiter, auf dem ein achteckiges Geschoss mit Pilastern an den Ecken sitzt, das den Glockenstuhl beherbergt, und der mit einer Zwiebelhaube bedeckt ist. Der Stuck im Innenraum ist als Bandelwerk gestaltet. Auf dem Hochaltar von 1756 ist eine Kreuzigungsgruppe dargestellt. An die Türen der seitlichen Durchgänge wurden ein Ecce homo und eine Mater Dolorosa gemalt. Darüber stehen die Statuen des heiligen Sebastian und des Rochus von Montpellier.